# Reformierte Kirche Yverdon

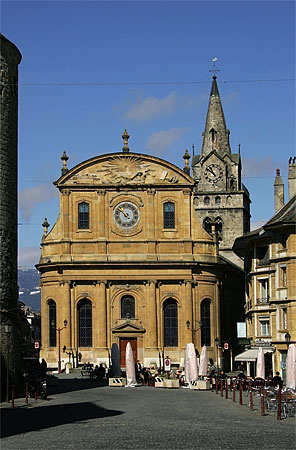
Hauptfassade der Kirche Yverdon

Die Reformierte Kirche Yverdon (französisch Temple d’Yverdon, auch Temple Pestalozzi genannt) ist ein barockes Kirchengebäude der Église Évangélique Réformée du canton de Vaud in der Altstadt von Yverdon-les-Bains, Schweiz.

## Geschichte
Die Kirche befindet sich gegenüber dem Schloss Yverdon am Place Pestalozzi in der Altstadt. Im 14. Jahrhundert wurde an dieser Stelle eine Liebfrauenkirche (Notre Dame) errichtet. Nach der Eroberung durch Bern 1536 musste die Kirche im Sinne der Reformation von Bildern und Altären «gesäubert» und der Chor abgebrochen werden. 1608–1609 wurde nach Plänen von Daniel Heintz ein neuer Kirchturm errichtet. Ab 1737 wurde ein Neubau der Kirche geplant, der aber erst 1753–1757 nach Plänen von Jean-Michel Billon umgesetzt werden konnte.
Die mittelalterliche Kirche wurde nach der Reformation in einen quergerichteten Predigtsaal verwandelt. Am Bauschema der Querkirche wurde auch beim Neubau des 18. Jahrhunderts festgehalten. Inspiriert wurde die Gestaltung der Kirche von verschiedenen reformierten Kirchen Berns und der Westschweiz. Der Temple du Bas des nahen Neuchâtel und die Heiliggeistkirche Bern können als Inspirationsquellen betrachtet werden. Aufgrund der Anwendung des Querkirchenschemas und der prachtvollen Barockfassaden zählt die Kirche zu den Meilensteinen der protestantischen Sakralarchitektur in der Schweiz.

## Äusseres
Bemerkenswert ist die zum Place Pestalozzi gerichtete Hauptfassade. Sie ist zweigeschossig und in fünf vertikale Achsen unterteilt, wobei die äusseren beiden gerundet sind und in die Seitenfassaden übergehen. Die Geschosse sind durch ein Gebälk mit Zahnschnittfries unterteilt, das auf Säulen ionischer Ordnung ruht. Das untere Geschoss wird durch Rundbogenfenster geprägt, die mit Bauplastik verziert sind. Das zentrale Hauptportal hat die Form einer Ädikula. Das obere Geschoss wird durch Pilaster korinthischer Ordnung unterteilt. Im zentralen Feld befindet sich das verzierte Zifferblatt der Uhr, während sich in den flankierenden Feldern Segmentbogenfenster befinden. Den Abschluss der Fassade bildet ein von Vasen bekrönter Segmentgiebel, dessen Giebelfeld vom Bildhauer Johann August Nahl d. Ä. gestaltet wurde. Es zeigt in Übereinstimmung mit der reformierten Bilderkritik keine Szenen, sondern lediglich Symbole des Alten und Neuen Testaments, darunter eine Glorie, eine Bibel und ein liegendes, leeres Kreuz.
Die Seitenfassaden sind von Rundbogenfenstern und ionischen Säulen als Gliederungselemente geprägt.
Der Turm von 1609 ist seitlich an die im Grundriss unregelmässige Kirche angefügt. Über einem umlaufenden Balkon befinden sich das Uhrgeschoss und darüber ein steinerner Spitzhelm. In der Glockenstube hängt ein sechsstimmiges Glockengeläut, das mit einer Ausnahme aus der Barockzeit im späten Mittelalter entstand.
| Glocke | Name                           | Giesser                                          | Gussjahr | Durchmesser | Gewicht   | Schlagton |
| ------ | ------------------------------ | ------------------------------------------------ | -------- | ----------- | --------- | --------- |
| 1      | Feuerglocke (cloche du feu)    | Urs Scherer und Gabriel Murer, Solothurn         | 1646     | 1440 mm     | ≈ 1660 kg | d′        |
| 2      | Ratsglocke (cloche du Conseil) | Nicod Buaron, Saint-Prex und Jean Olivey, Bavois | 1463     | 1180 mm     | 920 kg    | f′        |
| 3      |                                | Guillaume Chaufornier, Orbe                      | 1422     | 980 mm      | 490 kg    | g′        |
| 4      | Trauerglocke (La Pleureuse)    | Guillaume Chaufornier, Orbe                      | 1422     | 920 mm      | 420 kg    | a′        |
| 5      |                                | unbekannt                                        | 1491     | 760 mm      | 266 kg    | c″        |
| 6      |                                | unbekannt                                        | 1491     | 680 mm      |           | d″        |

## Innenraum
Auffallend ist der unregelmässige, durch die Strassenführung der Altstadt bedingte Grundriss der Kirche. Die Kanzel ist auf der Seite der Kirche. Die Orgelempore nimmt die Ostseite ein. Die übrigen Seiten der Kirche werden durch eine L-förmige Empore mit Sitzplätzen eingenommen, die nordseitig durch hohe Arkaden getragen wird. Abgesehen von den Pilastern zwischen den Arkaden und an der Südwand ist die Kirche sehr schlicht gehalten. Die Decke ist korbbogig gewölbt und weist ausser einem Ziergebälk mit Zahnschnittfries keinerlei Stuck auf. Die Uhr über dem Gebälk auf der Ostseite ist spärlich mit Stuck umrandet.
Die ursprüngliche Orgel der reformierten Kirche auf der Empore einer der Schmalseiten wurde 1776 von Adrien Joseph Pottier aus Lille gebaut; sie hatte einen Umfang von 19 Registern auf zwei Manualen und Pedal. Verschiedene  Umbauten und Erweiterungen in den Jahren 1877, 1926, 1949 und 1982 haben das Instrument stark verändert. 2007 wurde die Orgel von der Manufacture d’orgues St.-Martin, Chézard-Saint-Martin vollständig rekonstruiert, wobei aber eine größere Erweiterung der Orgelbauer Tschanun von 1926 erhalten blieb. Jetzt hat die Orgel 43 Register auf drei Manualen und Pedal.

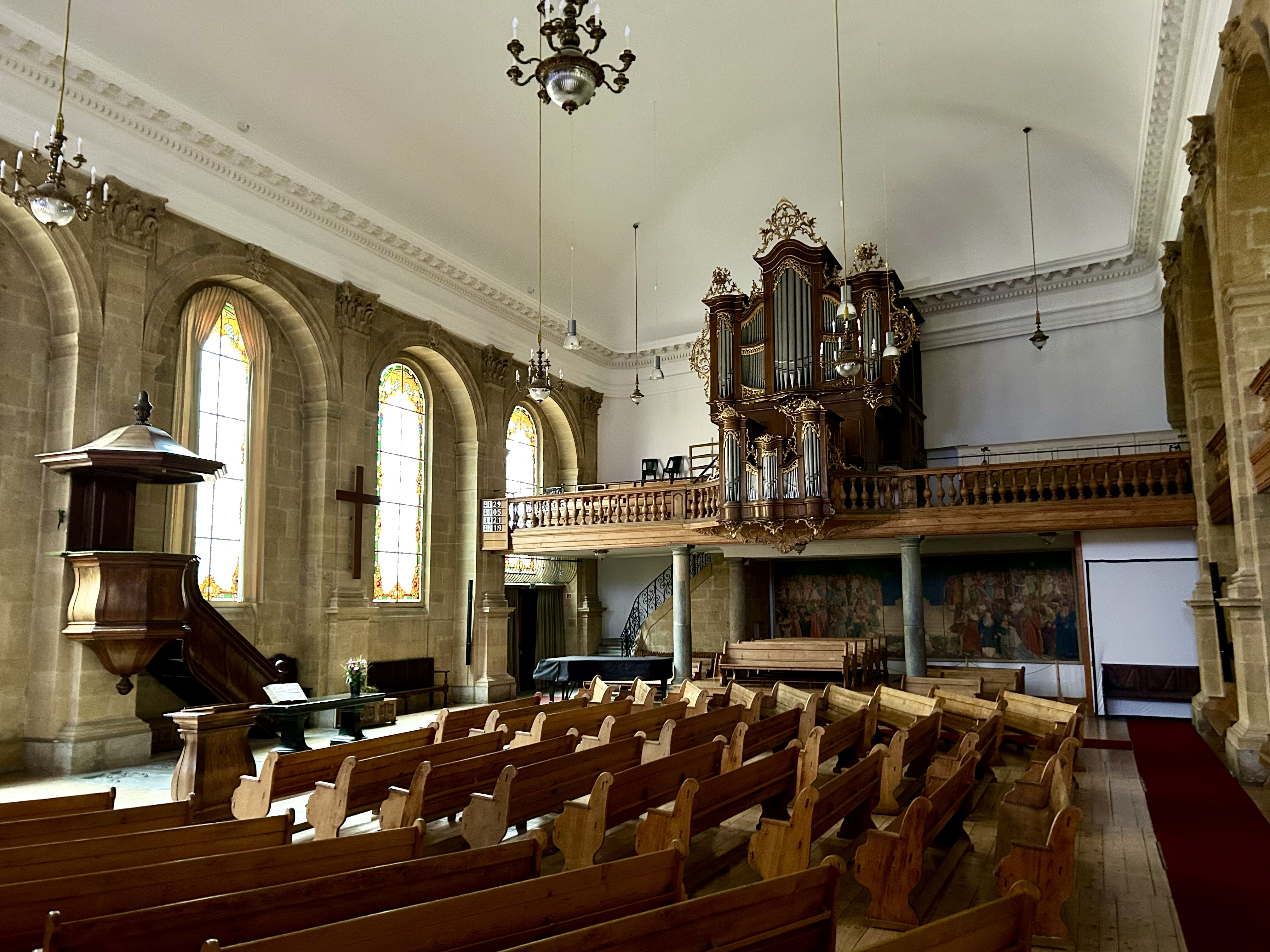
Innenraum mit Orgel
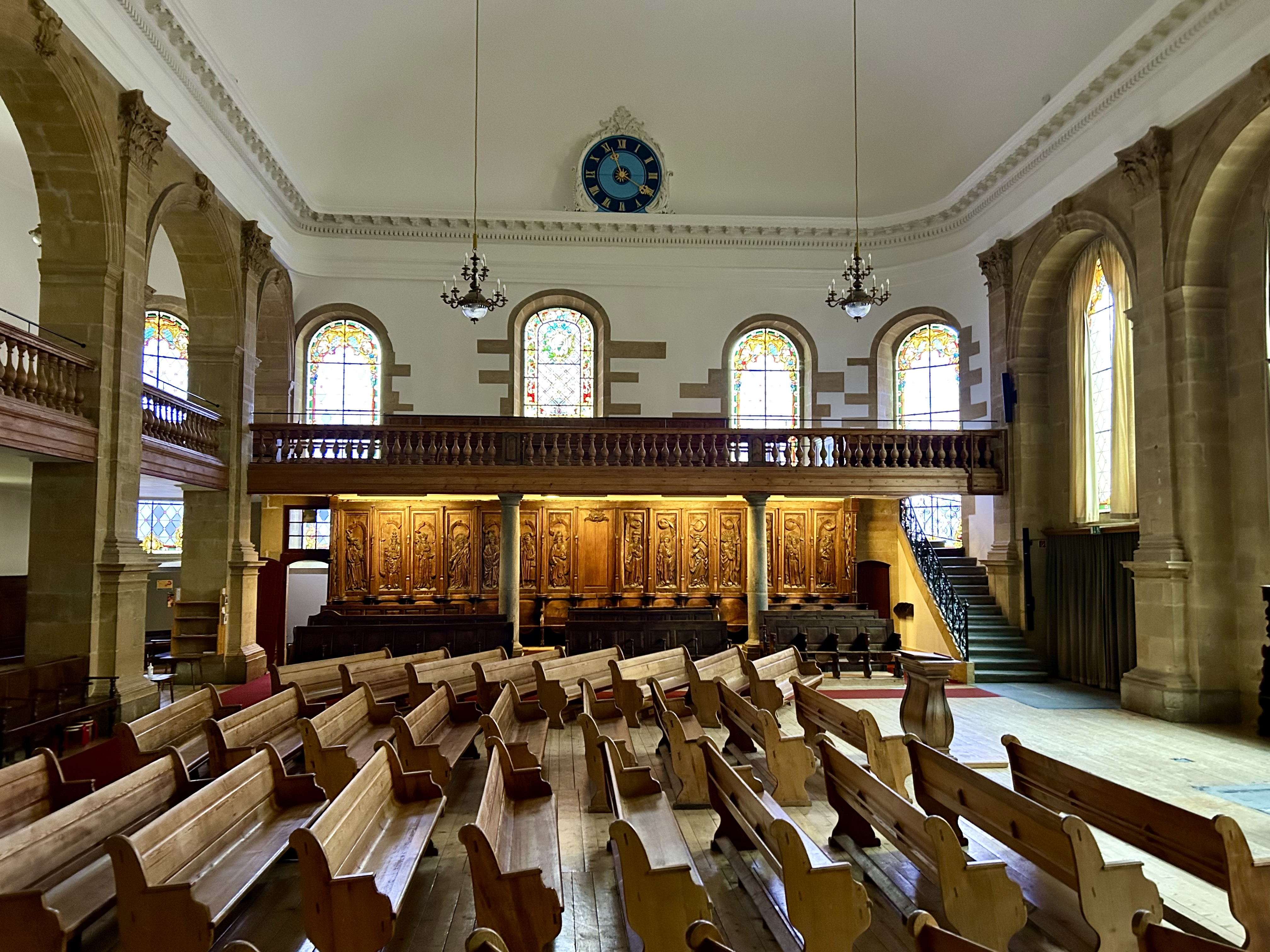
Innenraum mit Chorgestühl

## Nachweise
1. ↑  Glockendatenbank Quasimodo, sonneur de cloches: Yverdon-les-Bains, temple Pestalozzi
2. ↑  Orgelverzeichnis Schweiz und Liechtenstein: Temple réformé Yverdon-les-Bains VD

Koordinaten: 46° 46′ 43,6″ N, 6° 38′ 25,9″ O; CH1903: 539050 / 181157